# I. e. 189
Évszázadok: i. e. 3. század – i. e. 2. század – i. e. 1. század
Évtizedek: i. e. 230-as évek – i. e. 220-as évek – i. e. 210-es évek – i. e. 200-as évek – i. e. 190-es évek – i. e. 180-as évek – i. e. 170-es évek – i. e. 160-as évek – i. e. 150-es évek – i. e. 140-es évek – i. e. 130-as évek
Évek: i. e. 194 – i. e. 193 – i. e. 192 – i. e. 191 –  i. e. 190 – i. e. 189 – i. e. 188 – i. e. 187 – i. e. 186 – i. e. 185 – i. e. 184

## Események

### Róma
- Marcus Fulvius Nobiliort és Cnaeus Manlius Vulsót választják consulnak.
- Vulso consul Kis-Ázsiában legyőzi a galatákat és Pergamon fennhatósága alá vonja őket.
- Nobilior a görögországi Aitóliában elfoglalja Ambrakia városát.

### Hellenisztikus birodalmak
- A III. Antiokhosszal szövetkezett Aitóliai Szövetség a király veresége után minden reményét elveszíti a rómaiak elleni harcban. Békeszerződést kötnek, amely gyakorlatilag Róma vazallusává teszi őket. A szövetség névleg megmarad , de a jövőben nem jelent számottevő politikai vagy katonai erőt.
- II. Eumenész pergamoni király megalapítja Philadelphia városát, amely a nevét ("testvérét szerető") a király öccse, Attalosz tiszteletére kapja.

## Fordítás
- Ez a szócikk részben vagy egészben  a(z)   189 BC című angol Wikipédia-szócikk ezen változatának fordításán alapul.  Az eredeti cikk szerkesztőit annak laptörténete sorolja fel. Ez a jelzés csupán a megfogalmazás eredetét és a szerzői jogokat jelzi, nem szolgál a cikkben szereplő információk forrásmegjelöléseként.